# Confederação Brasileira de Hipismo
A Confederação Brasileira de Hipismo (CBH) é o órgão responsável pela organização dos eventos e representação dos atletas de hipismo no Brasil.